# Aracima sachalinensis
Aracima sachalinensis là một loài bướm đêm trong họ Geometridae.